# Линтварьови
Линтварьови — козацько-міщанський рід Сумщини, який у 1849 р. отримав дворянский статус. Рід мав родинні зв'язки з Ахумовими, Антроновими, Гармсенами, Гранами, Григоровими, Трутовськими, Сандерами та іншими. Серед представників роду були поміщики, суспільні діячі, військові, державні службовці вищого і середнього рангу, лікарі та вчителі.
Гнат Андрійович Линтварьов, сумський козак (1732 р.). Прізвище Линтварьов узяв по вуличному прізвиську.

## Представники

### Линтварьов Павло Михайлович

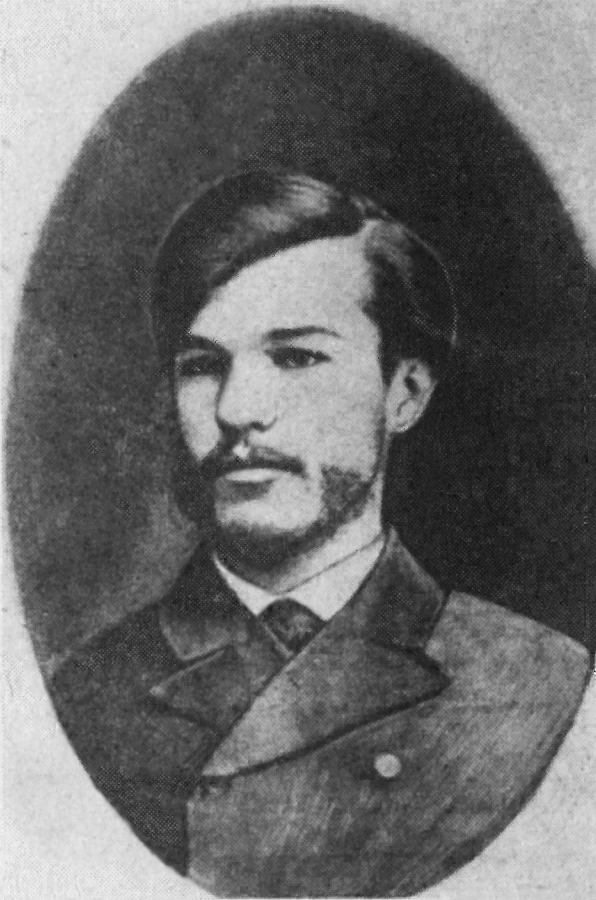
Павло Михайлович Линтварьов

Линтварьов Павло Михайлович (15 грудня 1792—?) — предводитель дворянства Сумського повіту. Хрещений у Введенській церкві сл. Лука Сумського повіту. Вступив на службу до Сумського повітового казначейства підканцеляристом 24 травня 1805 р.; 1806 — канцелярист, 1808 — губернський реєстратор, 1811- колезький реєстратор, 1814 р. губернський секретар, 1821 р. — титулярний радник. 1824 р. Сумський повітовий стряпчий.1844 р. — колезький асесор. За будівництво в Сумах своїм коштом на 60 тис. карб. Троїцької кам'яної церкви отримав Височайше благовоління 11 червня 1829 р. З 1834 по 1839 р на його кошти була збудована більш ніж за 20 тис. крб. кам'яна Іоанно-Предтеченська церква у сл. Лука Сумського повіту. У спадок отримав 5 душ чоловічої статі, у різні часи купив ще 172 душі. У 1825 р. за духовним заповітом свого дядька поручика Михайла Кузьмича Лаврентьєва отримав у спадок його маєток у селах та хуторах Баранівка, Кайдашевська, Кулішів, Лука, Гамаліївський, з зобов'язанням завершити розпочате Лаврентьєвим будівництво кам'яної Троїцької церкви у м. Суми. 1849 р. був внесений з дітьми до 3-ї частини родової книги. Був одружений з Ганною Андріївною N (бл. 1809—1844). У шлюбі мав дітей: Михайла (1829—?), згодом одруженого з Олександрою Василівною Розальон-Сошальською (бл.1836—1909); Андрія (1831—?); Петра (1834—?): Тимофія (1840—?), згодом одруженого з Ганною Карлівною Гармсен (1843—1881); Василя (1842— до 1880), згодом одруженого з Софією Миколаївною (1848—?); Олімпіаду (1833—?); Ганну (1835—?); Єлизавету (1836—?); Марію (1837—?).

### Линтварьов Михайло Павлович
Линтварьов Михайло Павлович (1829―?) — дворянин, колезький асесор, гласний Сумських повітових зборів (1865). Син Павла Михайловича Линтварьова (1792 р.―?) і Ганни Андріївни N (бл. 1809—1844). Був одружений з Олександрою Василівною Розальон-Сошальською (бл.1836—1909). У шлюбі мав дітей: Зінаїду (бл.1859 — 1891), Олену (бл. 1860—?), Наталію (бл. 1863—1943), Павла (бл. 1861—1907/1913), Георгія (1865―1941/43).

### Линтварьова Олександра Василівна

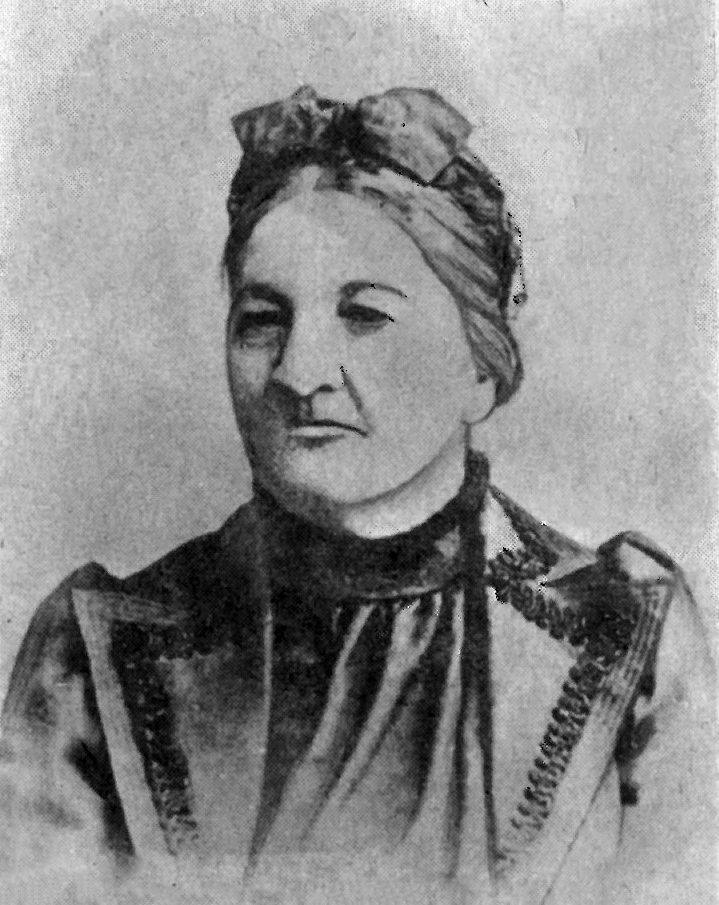
Олександра Василівна Линтварьова

Линтварьова Олександра Василівна (бл.1836—1909) — дворянка. Захоплювалась творчістю Шопенгауера та Левка Толстого, набожна, їздила на акафісти в сумські церкви. Дуже любила Україну, українську культуру і передавала цю любов всій родині. Дружина Михайла Павловича Линтварьова (1829—?), онука Олексія Юрійовича Розальон-Сошальського, власника маєтку с. Гусинка У шлюбі мала дітей: Зінаїду (бл.1859 —1891), Олену (бл. 1860—?), Наталію (бл. 1863—1943), Павла (бл. 1861—1907/1913), Георгія (бл.1865—1941/43). А. П. Чехов охарактеризував її як «предобрешую старушку и очень настрадавшуюся женщину».

### Линтварьова Зінаїда Михайлівна
Линтварьова Зінаїда Михайлівна (бл.1859 — листопад 1891) — дворянка, за фахом лікар, працювала у столичній клініці, готувалась до наукової діяльності. Хворіла на епілепсію, осліпла. Повернулась в родинний маєток помирати. Донька Михайла Павловича Линтварьова (1829—?) і Олександри Василівни Розальон-Сошальської (бл.1836—1909). У шлюбі не була. Дітей не мала. На її смерть у петербурзькій газеті «Врач» А. П. Чехов надрукував некролог.

### Линтварьова Олена Михайлівна

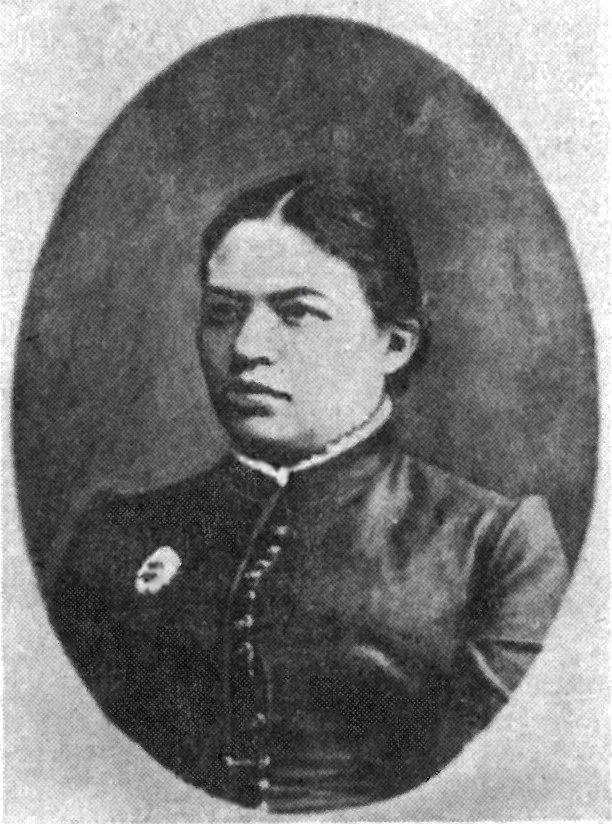
Олена Михайлівна Линтварьова

Линтварьова Олена Михайлівна (бл. 1860—?) — дворянка, за фахом лікар, Донька Михайла Павловича Линтварьова (1829—?) і Олександри Василівни Розальон-Сошальської (бл. 1836—1909). Утримувала при маєтку фельдшерський пункт. У шлюбі не була. Дітей не мала.

### Линтварьова Наталія Михайлівна

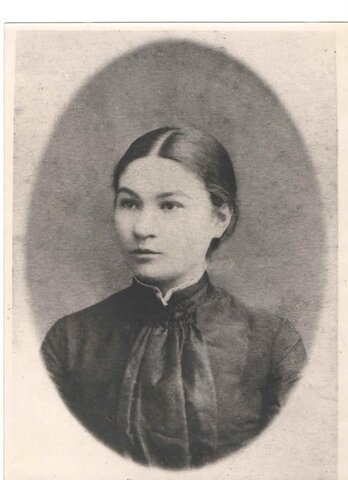
Наталья Михайлівна Линтварьова

Линтварьова Наталія Михайлівна (бл. 1863—17 лютого 1943) — дворянка. Захоплювалась творами Карла Маркса, зокрема читала «Капітал», відкрила в маєтку на Луці на власні кошти народну школу і пробувала вчити місцеву дітвору українською мовою. Захоплювалась малюванням, створила декілька етюдів свого маєтку Лука. Донька Михайла Павловича Линтварьова (1829—?) і Олександри Василівни Розальон-Сошальської (бл.1836—1909). За радянських часів була позбавлена всіх прав. Померла в Сумах.

### Линтварьов Павло Михайлович
Линтварьов Павло Михайлович (бл.. 1861—1907/1913) — дворянин. «Політичний вигнанець», був виключений з Петербурзького університету і висланий в село під нагляд поліції. Протягом 1891 р. виконував функції секретаря при Ковенському окружному суді. Колезький секретар з 29 травня 1891 р. Виконував функції захисника у кримінальних засіданнях суду. Із 31 серпня 1892 р. — у відставці. З 9 жовтня 1892 року по 28 серпня 1893 року працював помічником секретаря у Харківській Судовій палаті. У 1895—1898 рр. — член Сумської повітової земської управи. У 1898—1906 рр. голова Сумської повітової управи. Титулярний радник, колезький асесор. У 1904 р. йому належало 560 дес. родової землі у Сумському повіті. Брав активну участь в революції 1905—1907 рр. За революційну діяльність був арештований та відданий до суду Харківської цивільної палати, йому також було заборонено проживання у харківській губернії. За матеріалами жандармської управи П. М. Линтварьов був у Сумському повіті «Ініціатором і головним організатором всіх мітингів, що мали на меті злочинні наміри» Син Михайла Павловича Линтварьова (1829—?) і Олександри Василівни Розальон-Сошальської (бл.1836—1909). Був одружений з Антоніною Фокіївною Бурлей (бл. 1861—?), дворянкою з м. Херсон.

### Линтварьов Георгій (Жорж) Михайлович

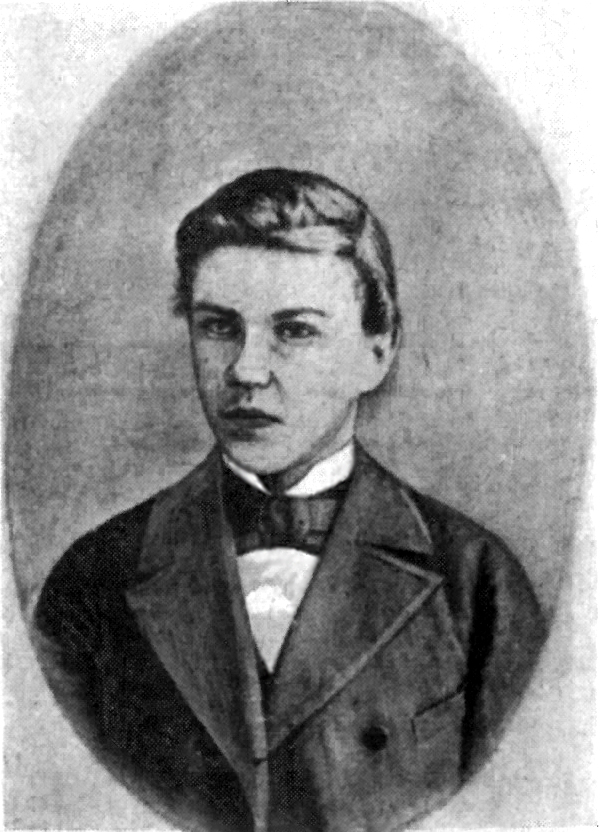
Георгій Михайлович Линтварьов

Линтварьов Георгій (Жорж) Михайлович (1865—1941/43) — дворянин, піаніст, земський діяч, депутат Державної думи І скликання від Харківської губернії, губернський гласний. Син Михайла Павловича Линтварьова (1829―?) і Олександри Василівни Розальон-Сошальської (бл. 1836—1909). Був двічі одружений. Перша дружина Наталія Дмитрівна Замятіна (?—?). Друга дружина Ксенія (Оксана) Василівна Бекарюкова (1883—1969). Від 2-го шлюбу мав дітей: сина Георгія (?—?), доньку Ксенію (1908—2008), четвертим чоловіком якої був син відомого підприємця, український громадсько-політичний діяч Левко Євгенович Чикаленко. За радянських часів Георгій Линтварьов був позбавлений усіх прав. Помер у Харкові.

## Пам'ять
В Сумах існує вулиця Сім'ї Линтварьових і провулок Линтварьових.